# Col·legi Lul·lià de Nostra Senyora de la Sapiència
El Col·legi Lul·lià de Nostra Senyora de la Sapiència va ser un centre educatiu per a la formació de sacerdots de famílies pobres, fundat el 1635 a la ciutat de Mallorca pel sacerdot Bartomeu Llull.

## Els orígens
Ja des de feia temps s'havia pensat a crear un col·legi per estudiants pobres que volguessin ser sacerdots. El 1589 els jurats del Regne de Mallorca havien dirigit una súplica al papa Sixt V: Cosa convenient i necessària se instituís una confraria en la capella de l'Àngel Custodi de la Seu, per ajuda i costa d'un col·legi en el qual se sustenten alguns estudiants que han de ser eclesiàstics, a imitació de los col·legis que en Roma edificà lo papa Gregori XIV. Tanmateix, el projecte no va anar endavant fins que Bartomeu Llull decidí fundar el col·legi de la Sapiència, una institució que es volia que tengués un marcat caràcter lul·lià.

## Construcció del col·legi i inicis
Llull oferí com a solar per al col·legi la seva casa de la Plaça de Sant Jeroni, a la qual se n'hi afegiren altres d'adjuntes. S'iniciaren les obres i alhora se sol·licità al papa Urbà VIII el permís per a la creació del col·legi, que s'obtingué a través d'una butla del 6 d'octubre de 1629. El bisbe de Mallorca autoritzà la construcció del col·legi el 1633. Llull dotà l'obra de les rendes necessàries per poder-se dur a terme i entrar en funcionament. Llull també redactà les Constitutiones in lulliana Baleari Maioricae Colleggio B.V. Mariae Sapientiae observandae (publicades el 1834).
L'1 d'octubre de 1635 entraren els sis primers estudiants. Va ser nomenat rector del nou col·legi Mossèn Joan Jaume. Les constitucions eren molt semblants a les del Col·legi del Patriarca de València de 1550. Els alumnes juraven que volien ser capellans i sols hi podien residir 8 anys. Els estudiants es diferenciaven per dur una beca vermella, a diferència de la blava dels estudiants del seminari de Mallorca.
15 anys després de la seva fundació Vicenç Mut escrigué que estava en ple funcionament. L'edifici és d'estil barroc classicista. El portal d'accés presenta un medalló tancat per la mitja lluna lul·liana, amb una imatge de la Mare de Déu flanquejada per Ramon Llull a l'esquerra, i a la dreta per la figura del fundador Bartomeu Llull. Tant el portal com el claustre varen ser construïts a principis del segle xviii. Al bell mig del claustre hi ha una figura del beat erigida el 1929. La biblioteca tenia més de 300 volum de teologia i filosofia, entre ells moltes obres lul·lianes. En el col·legi també s'hi han conservat diverses obres artístiques com una pintura de Ramon Llull de Miquel Bestard (1592-1633).

## Hostilitat de l'antilul·lisme

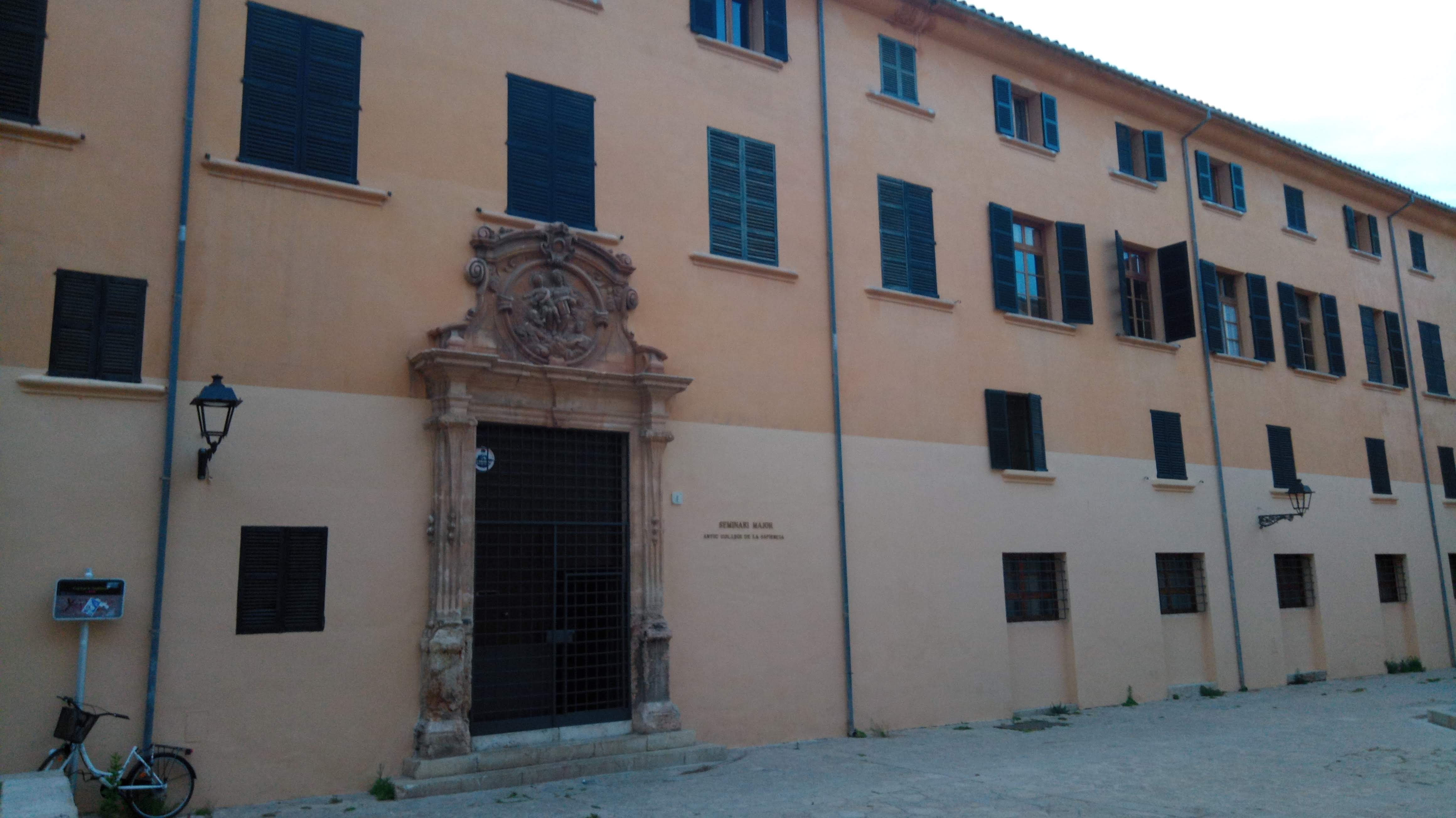
Façana

Les dificultats arribaren a partir de la segona meitat del segle xviii, amb la política antilul·lista del bisbe Juan Díaz de la Guerra. La Sapiència, com a bastió del lul·lisme va ser atacada pel bisbat, fins quasi desaparèixer. Durant tot el segle xix també va haver de fer front a nombrosos atacs (la Societat Econòmica Mallorquina d'Amics del País volia que les rendes anassin al futur Institut de Palma), però sobrevisqué gràcies a la defensa que sempre en va fer l'Ajuntament de Palma.
L'any 1880, en fundar-se la Societat Arqueològica Lul·liana, va tenir com a primera seu la Sapiència, un dels centres lul·lians més destacats de Mallorca. La institució va haver de tancar el 1970 per manca d'alumnes. L'edifici es va transformar en un centre d'acollida de pobres i marginats, fins que el 1985 s'hi traslladà el Seminari Major.